# Reussirella pyriformis
Reussirella pyriformis is een mosdiertjessoort uit de familie van de Cupuladriidae. De wetenschappelijke naam van de soort is, als Cupularia pyriformis, voor het eerst geldig gepubliceerd in 1854 door Busk.